# East Meon

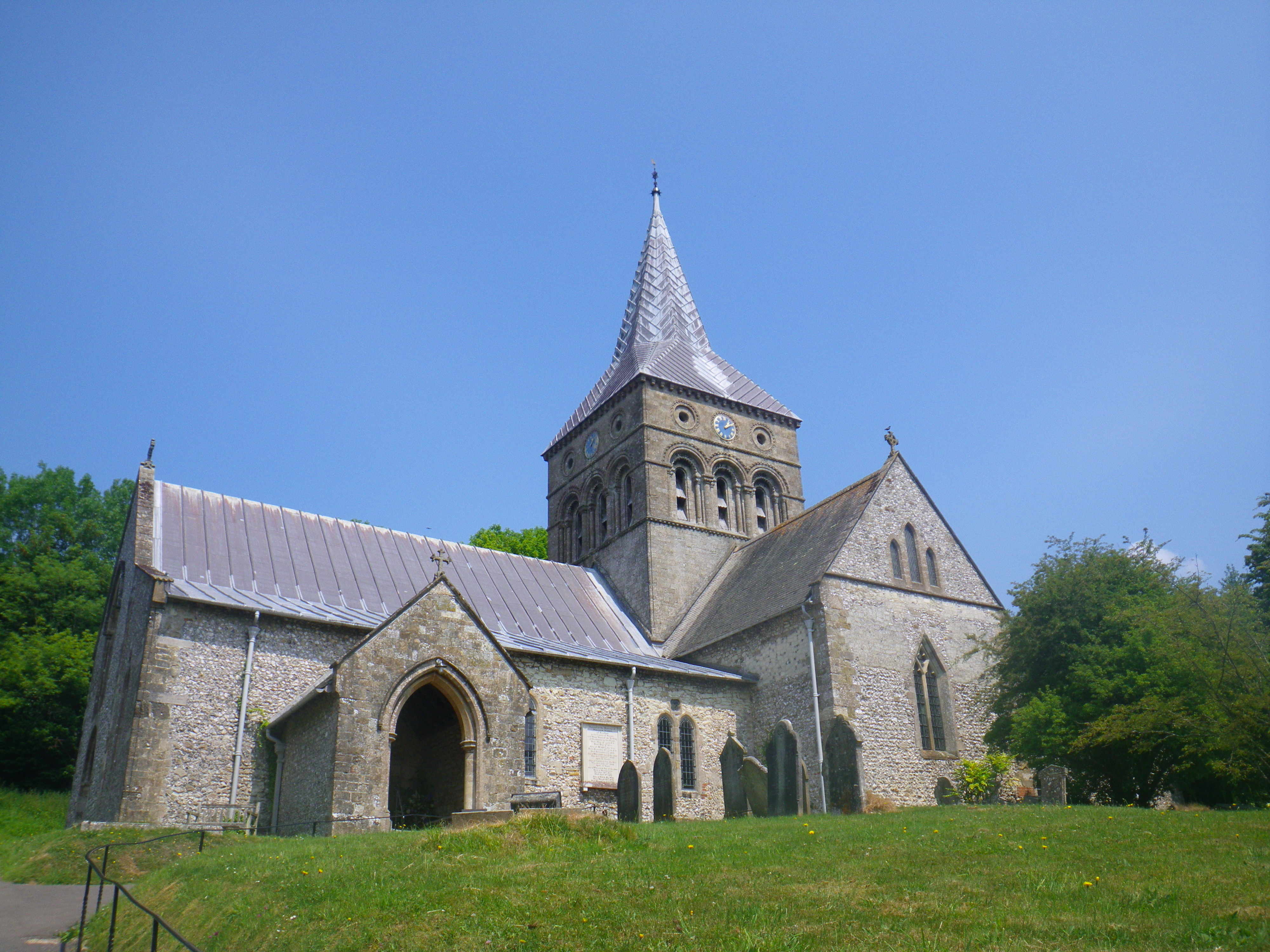

East Meon – wieś w Anglii, w hrabstwie Hampshire, w dystrykcie East Hampshire. Leży 26 km na wschód od miasta Winchester i 85 km na południowy zachód od Londynu. W 2001 miejscowość liczyła 1171 mieszkańców.